# Ttujur (Aragatsotn)
Ttujur (in armeno Թթուջուր?, fino al 1950 Imrlu) è un comune dell'Armenia di 356 abitanti (2001) della provincia di Aragatsotn.
La chiesa della cittadina è dedicata a San Harutyun. Possiede inoltre un santuario del XVII secolo chiamato "Karmir Vank" ("Chiesa Rossa").